# MGM-166 LOSAT
El MGM-166 LOSAT (Line-of-Sight Anti-Tank), en español Antitanque de Línea de Visión, fue un sistema de misiles antitanque diseñado por la empresa estadounidense Lockheed Martin para destruir tanques y otros objetivos individuales, al servicio de las Fuerzas Armadas de los Estados Unidos. En lugar de utilizar una ojiva antitanque de alto explosivo (HEAT) como otros misiles antitanque, el LOSAT empleó un penetrador de energía cinética de acero sólido para atravesar el blindaje. El LOSAT fue bastante ligero, siendo diseñado para ser montado en un vehículo militar ligero HMMWV. Aunque el LOSAT nunca entró en servicio oficialmente, sus conceptos e ideas se utilizaron para el posterior Misil Compacto de Energía Cinética.

## Historia

### HVM
El LOSAT surgió, y se desarrolló, a partir de un proyecto anterior de la empresa Vought, el HVM, un arma multiplataforma con el respaldo de la Fuerza Aérea de los Estados Unidos, y que sería empleado en el Fairchild Republic A-10 Thunderbolt II. También vería su servicio en el Ejército y el Cuerpo de Marines de los Estados Unidos, en su flota de helicópteros y otros vehículos. El HVM ofrecía un rendimiento similar a los misiles ya existentes, como el AGM-114 Hellfire, pero ofrecía una operación de semi-disparar y olvidar mediante el uso de comandos de seguimiento y guía infrarroja de barrido frontal (FLIR), que eran enviados a través de un láser de baja potencia. También podría transportarse en cualquier plataforma que tuviera un soporte FLIR, mientras que el sistema de guía de comando autónomo podría transportarse externamente o, potencialmente, integrarse en designadores de objetivos ya existentes. Con el fin de la Guerra Fría, la Fuerza Aérea se retiró del proyecto, y el trabajo de desarrollo del HVM terminó a finales de los años 1980.

### AAWS-H
Casi al mismo tiempo, en 1988, el Ejército de los Estados Unidos había publicado un nuevo requerimiento para desarrollar, integrar y operar un nuevo sistema antitanque terrestre, conocido como el Sistema Avanzado de Armas Antitanque - Pesado, o AAWS-H, por sus siglas en inglés.

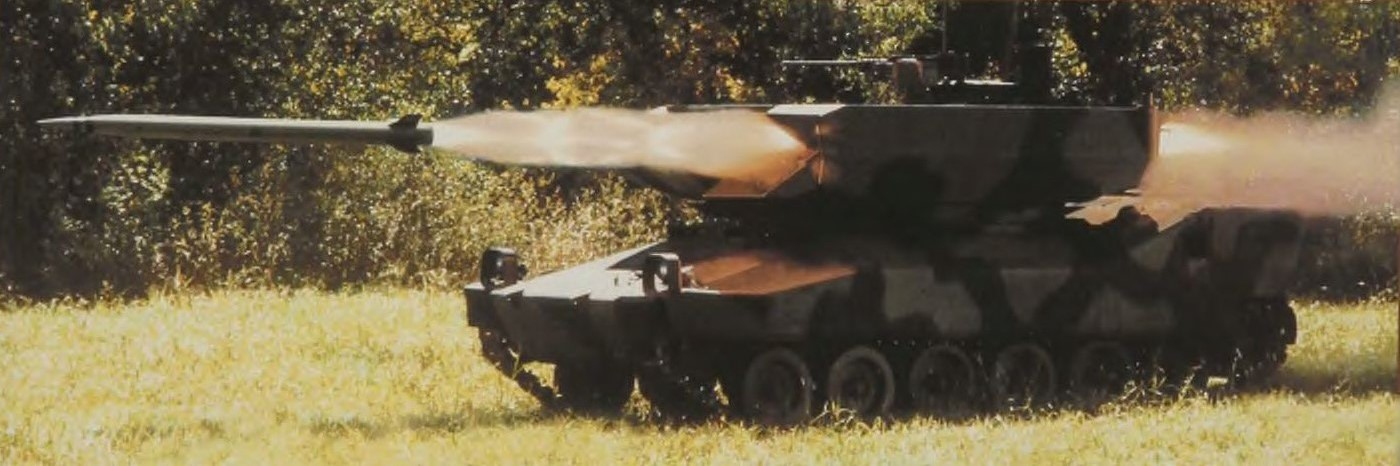
Lanzamiento de un LOSAT desde un M8, 1996.

Para llenar el AAWS-H, Vought desarrolló una versión del HVM, de alcance extendido y ligeramente más grande, conocida como el Kinetic Energy Missile (KEM), mientras que su socio, Texas Instruments, proporcionó un nuevo sistema de orientación FLIR. Se estudiaron varios vehículos en los cuales se pasaría a montar el sistema, incluido el M2 Bradley, así como también el M8. Sin embargo, y para reducir costos y mejorar sus cualidades para poder ser transportado en aeronaves de transporte, dentro del contexto de las capacidades de movilidad aérea en un mundo posterior a la Guerra Fría, el LOSAT finalmente surgió en un HMMWV de gran longitud y con un techo rígido, que contenía cuatro misiles listos para disparar. También se incluía un remolque con otros ocho misiles.
El nuevo sistema de guía podría mantener dos misiles en vuelo hacia objetivos separados, permitiendo que el vehículo dispare sus armas contra un escuadrón de tanques en unos pocos segundos. Durante las pruebas, y alcanzando velocidades de 1524,0 m/s, el LOSAT permaneció en vuelo, desde el momento del lanzamiento y su impacto contra los objetivos, por un período menor a cuatro segundos, lo que haría difícil un posible contraataque enemigo. El alcance del sistema y los misiles se encontraba más allá del de los cañones de los tanques principales existentes, lo que permitía al LOSAT disparar y moverse antes de que los tanques pudieran maniobrar hacia una posición y devolver el fuego.
Los primeros KEM se probaron en 1990, y el Ejército firmó un contrato para su desarrollo continuo. Esto, sin embargo, fue mucho más lento, y no fue hasta 1997 que un Programa de Demostración de Conceptos de Tecnología Avanzada comenzó a llevarse a cabo con el sistema, y hacia su calidad equivalente de producción. El contrato requería que se encontraran 12 vehículos con la capacidad de contar con el LOSAT, y que también se produzcan unos 44 KEM, que se entregarían en 2003. Incluso antes de que se completara este contrato, el Ejército solicitó una producción de otros 108 misiles, en agosto de 2002. La primera de las 12 unidades LOSAT se entregó en octubre de 2002, y el sistema inició una serie de 18 disparos de prueba de calificación de producción en agosto de 2003, en el Polígono de Misiles de White Sands, en Nuevo México. 
Para marzo de 2004, ya se habían disparado 18 KEM contra objetivos en diversas condiciones, tanto de día como de noche, y otros ocho fueron disparados posteriormente en el año, en Fort Bliss, como parte de un ejercicio de prueba para los operadores del sistema. 

### Cancelación
Para cuando terminó este programa de prueba, era obvio que el Ejército iba a cancelar LOSAT, por lo que no se le adjudicaron fondos a la producción inicial. Ello surge, porque en ese momento, el Ejército de los Estados Unidos ya había comenzado a trabajar en un sistema conocido como el Misil Compacto de Energía Cinética (o CKEM), y que se basó en los conceptos del LOSAT, pero siendo más pequeño y liviano, para atender a las nuevas amenazas del mundo real.